# Кормиха
Кормиха — село в Угловском районе Алтайского края. Входит в состав Симоновского сельсовета.

## История
Основано в 1840 году. В 1928 г. село Кормилиха состояло из 360 хозяйств, основное население — русские. Центр Кормилихинского сельсовета Угловского района Рубцовского округа Сибирского края.

## Население
| 1926 | 1997 | 1998 | 1999 | 2000 | 2001 | 2002 |
| ---- | ---- | ---- | ---- | ---- | ---- | ---- |
| 1710 | ↘92  | ↗93  | ↘92  | ↗97  | ↘93  | ↘86  |
| 2003 | 2004 | 2005 | 2006 | 2007 | 2008 | 2009 |
| ↘85  | ↘80  | ↘75  | ↘67  | ↘63  | →63  | ↗65  |
| 2010 | 2011 | 2012 | 2013 |      |      |      |
| ↗66  | →66  | ↘63  | ↘59  |      |      |      |